# مطربة (الكويت)

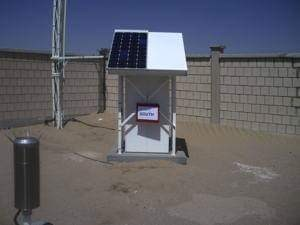

مطربة  هي أرض قاحلة في شمال دولة الكويت. يقع فيها محطة مطربة للرصد الجوي. وتحمل المنطقة الرقم القياسي حالياً في أعلى درجات حرارة سجلت على الإطلاق، وكان ذلك في آسيا في 15 يونيو 2010 أعلى درجة حرارة (موثقة ومتحقق منها) على سطح الأرض 55.0 °م (131.0 °ف)